# Agustí Daura Mèlich
Agustí Daura Mèlich   (Cornellà de Llobregat, 20 d'agost de 1941 - Terrassa, 25 de juliol de 2018) va ser un capellà i polític terrassenc. Va ser capellà de la parroquia de Sant Cristòfol a Ca n'Anglada i un compromès lluitador antifranquista. Va ser el primer cap de llista del PSUC a l'alcaldia de Terrassa. El 2004 va rebre la Medalla d'Honor de la Ciutat.